# Zalkod, Borsod-Abaúj-Zemplén
Zalkod este un sat în districtul Sárospatak, județul Borsod-Abaúj-Zemplén, Ungaria, având o populație de 234 de locuitori (2011). 

## Demografie
Componența etnică a satului Zalkod
     Maghiari (100%)
Componența confesională a satului Zalkod
     Romano-catolici (36,75%)
     Greco-catolici (17,09%)
     Fără religie (11,54%)
     Reformați (3,85%)
     Necunoscută (30,77%)
Conform recensământului din 2011, satul Zalkod avea 234 de locuitori. Din punct de vedere etnic, majoritatea locuitorilor (100,0%) erau maghiari. Nu există o religie majoritară, locuitorii fiind romano-catolici (36,75%), greco-catolici (17,09%), persoane fără religie (11,54%) și reformați (3,85%). Pentru 30,77% din locuitori nu este cunoscută apartenența confesională.